# Олинеску, Мэлина
Мэли́на Олине́ску (рум. Mălina Olinescu; 29 января 1974, Бухарест, Румыния — 12 декабря 2011, там же) — румынская певица.

## Биография
Мэлина Олинеску родилась 29 января 1974 года в Бухаресте (Румыния) в семье актёра Бориса Олинеску и певицы Дойны Спэтару.
В 1993 году, вскоре после окончания средней школы, Мэлина начала карьеру певицы, выступая в клубах Бухареста.
В 1995 году Мэлина побеждает на фестивале поп-музыки имени Аврелиана Андрееску.
В 1996 году Мэлина становится частью команды талантливых певцов в «Школе звёзд». В этом же году Олинеску заняла третье место в конкурсе в Мамайе.
В 1998 году, получив 6 баллов, Мэлина заняла 22-е место из 25 на «Евровидении-1998» в Бирмингеме (графство Уэст-Мидлендс, Великобритания).
В 2000—2007 года Мэлина была замужем за Даном Стеско.
37-летняя Мэлина покончила жизнь самоубийством в ночь с 11 на 12 декабря 2011 года, выбросившись из окна 6-го этажа дома в Бухаресте, в котором она жила.